# Натпіддімунай МПД-01
Грама Ніладхарі Натпіддімунай МПД-01 (№ KP/64A) — Грама Ніладхарі підрозділу ОС Калмунай-Муслім, округ Ампара, Східна провінція, Шрі-Ланка.

## Демографія
| Населення (2007) | Населення (2007) | Населення (2007) | Населення (2007) | Населення (2007) |
| Населення        | Чоловіки         | Жінки            | Діти             | Дорослі          |
| ---------------- | ---------------- | ---------------- | ---------------- | ---------------- |
| 890              | 447              | 443              | 300              | 590              |